# Gnophos talvei
Gnophos talvei är en fjärilsart som beskrevs av Jaan Viidalepp och Shchetkin 1980. Gnophos talvei ingår i släktet Gnophos och familjen mätare. Inga underarter finns listade i Catalogue of Life.